# Ferme d'Herbigny
La ferme d'Herbigny est située à Saint-Gatien-des-Bois dans le département du Calvados et la région Normandie.

## Localisation
La ferme d'Herbigny est située dans la commune de Saint-Gatien-des-Bois.

## Historique
La famille Lambert possédait la terre du Mont-Saint-Jean à l'extrême fin du XVIe siècle. Cette famille donna des membres importants à l'administration d'Ancien Régime, parmi lesquels deux intendants de province et des conseillers d'Etat. La terre d'Herbigny était une paroisse.
Le colombier est construit dans la première moitié du XVIIe siècle.
Arcisse de Caumont note que la ferme appartenait au beau-père d'Amédée Renée, député du Calvados de 1852 à sa mort en 1859. Le même indique que le corps de logis date de la même époque que le colombier conservé, qu'il qualifie de « magnifique ».

L'édifice est inscrit au titre des monuments historiques partiellement le 9 septembre 1933.